# J Records
J Records è un'etichetta discografica statunitense posseduta e diretta dalla Sony BMG, e distribuita da RCA Records.

## Storia della compagnia
J fu fondata nel 2000 dal veterano industriale Clive Davis, dopo il suo licenziamento dall'Arista Records e inizialmente operò come una compagnia indipendente distribuita dalla BMG. Nel 2001 l'etichetta trovò qualcosa di valore con il primo album pubblicato: Songs in A Minor, album di debutto di Alicia Keys che ha venduto oltre 10 milioni di copie in tutto il mondo. Lo stesso anno l'etichetta ottenne notevole successo grazie all'album di debutto degli O-Town. Olivia fu la prima cantante italiana a firmare per la J Records.
Nel 2002, BMG comprò la maggioranza dell'etichetta, ottenendo praticamente il controllo della compagnia. Lo stesso anno J divenne funzionante sotto la RCA Records, e Davis divenne presidente e amministratore delegato. Nell'agosto 2005 le operazioni di J si unirono a quelle dell'Arista Records, sebbene ambedue le compagnie continuarono a vendere propri prodotti.

## Artisti
- Alicia Keys
- Angie Stone
- Annie Lennox
- Aretha Franklin
- Baby Bash
- Barry Manilow
- Cassidy
- Chapter 4
- Clyph
- Emily King
- Fantasia
- Flyleaf
- Gavin DeGraw
- happyendings
- I Nine
- Inward Eye
- Isaiah Moore
- Jamie Foxx
- Jazmine Sullivan
- Jennifer Hudson
- Leona Lewis
- Luke & Q
- Luther Vandross
- Lyric
- Maroon 5
- Mashonda
- Monica
- One Chance
- Pearl Jam
- Rhymefest
- Rico Love
- Rod Stewart
- Ruben Studdard
- Say Anything
- Shells
- Silvertide
- Smitty
- Taylor Hicks
- Tyrese aka Black-Ty